# Carlos Lange
Carlos Lange (Schleswig, 10 de maio de 1825 (199 anos) — Joinville, 14 de outubro de 1906) foi um político teuto-brasileiro.
Filho de Karl Friedrich Lange.
Foi deputado à Assembleia Legislativa Provincial de Santa Catarina na 27ª legislatura (1888 — 1889).